# Дело Михайловского ГОКа

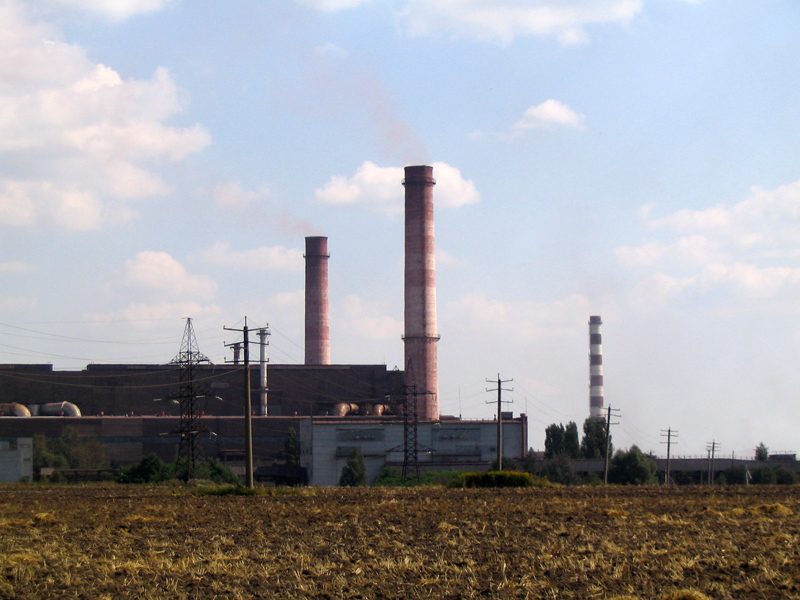
Михайловский горно-обогатительный комбинат

Де́ло Миха́йловского ГО́Ка — дело о неудавшейся попытке незаконного ареста акций Михайловского горно-обогатительного комбината (второго по величине в России на тот момент производителя железной руды), принадлежавших Борису Иванишвили. Один из самых громких российских корпоративных скандалов 2000-х.
В получившем значительную известность видеоролике «Каста Неприкасаемых. Фильм 4. Досье Сергея Магнитского» авторы ролика пытаются представить это дело как попытку хищения акций.

## Экономическая ситуация на момент преступления
В начале двухтысячных во всём мире заметно выросло потребление металла, рост потребления на душу населения составил 6%. В 2001-2007 годах мировое производство стали увеличилось на 500 миллионов тонн (на 60%). Изменились ключевые факторы развития, эффективность отдельных металлургических циклов, ценовые пропорции рынка. Рост спроса на сталь увеличил спрос и на металлургическое сырьё (железную руду, лом, окатыши, кокс). Из-за инфраструктурных ограничений предложение сырья на мировом рынке не может быстро увеличиться, а разработка новых месторождений очень дорога. За 2004-2006 гг. на международном рынке цены на металлургическое сырьё выросли в 3 раза.
В российской металлургии, вслед за мировой, в 2004 году начался мощный взлёт. Металлургические компании, чтобы снизить свои расходы на стремительно дорожающее сырьё, принялись скупать горно-обогатительные комбинаты. В 2005-2007 годах сменили владельцев Качканарский ГОК и Стойленский ГОК — пятый и третий по величине производители железорудного сырья в России.

## Ход событий
По словам владельца «Универсального Банка Сбережений» Дмитрия Клюева, в конце 2004 года, являвшийся тогда президентом инвестиционного банка «Ренессанс Капитал» Олег Киселев попросил Дмитрия, с которым был давно знаком, помочь наложить арест на акции Михайловского ГОКа. За это Дмитрию было обещано вознаграждение в размере около миллиона долларов. Впоследствии на допросе Олег Киселёв признал знакомство с Клюевым, подтвердил, что обсуждал с ним возможную сделку по продаже Михайловского ГОКа, но приписываемую ему роль заказчика ареста акций категорически отверг.
Дмитрий согласился и дал соответствующие распоряжения своим сотрудникам. В их результате некие Алексей Печкин и Олег Воронков подали в Ростовский областной арбитражный суд иск багамской компании Colchester Group Trading к ростовской фирме «Террасофт» и московскому банку «Евразия» о принуждении к исполнению договора о покупке истцом у ответчика 6 039 200 акций Михайловского ГОКа. При этом «Террасофт» не числилась владельцем акций данного предприятия. Тем не менее арбитражный судья Сергей Клепачёв 30 декабря принял по просьбе фирмы Colchester Group Trading «меры по обеспечению иска» и наложил арест на 97% акций ГОКа без конкретизации их владельца, что привело к блокированию операций по всему счёту депо комбината. В подготовке документов принимали участие председатель правления банка Игорь Жлобицкий и главный бухгалтер банка Алевтина Стеганова.
В это время Василий Анисимов и Алишер Усманов завершали сделку по приобретению акций ГОКа за 1,6 млрд долларов у их истинного владельца, Бориса Иванишвили, однако арест акций арбитражным судом воспрепятствовал окончанию сделки. Усманов и Анисимов подали в прокуратуру заявление о возбуждении уголовного дела против лиц, добившихся наложения ареста на их собственность.

## Возможный мотив
Есть мнение, что «Ренессанс» и Клюев действовали в интересах «ЕвразХолдинга» (ныне «Евраз»), который пытался сорвать сделку по продаже Михайловского ГОКа.
С 1998 года Борис Иванишвили последовательно распродавал все свои металлургические активы. По его словам, переговоры о судьбе предприятия Борис вёл с хозяевами всех крупнейших российских металлургических холдингов, но дальше всего зашли переговоры с Александром Абрамовым, совладельцем «ЕвразХолдинга». В интервью «Ведомостям» Иванишвили сказал: 

У нас уже были готовы к подписанию документы, но тут мне поступило предложение от моего давнего друга Василия Анисимова и Алишера Усманова— Цитируется по публикации в российском издании «Forbes»
Иванишвили принял решение продать ГОК Анисимову и Усманову, которые в то время собирали металлургические активы в холдинг «Металлоинвест».

## Следствие
Полномочия упомянутого судьи Клепачева вскоре были досрочно прекращены квалификационной коллегией судей Ростовской области, а лица, причастные к подготовке и подаче иска, были арестованы. В частности, глава Универсального банка сбережений Игорь Жлобицкий был обвинен в том, что он выдал ростовской фирме «Террасофт» (бенефициару) гарантию об исполнении принципалом — багамской Colchester Group Trading — «обязательств по уплате бенефициару убытков в связи с принятием арбитражным судом обеспечительных мер на сумму до 3,1 млн руб.». Эта гарантия была нужна судье Клепачёву для того, чтобы создать видимость законности обеспечительных мер. Игорь Жлобицкий был задержан 3 марта 2005 года. Также были задержаны Печкин и Воронков. Клюева и Стеганову оставили на свободе под подпиской о невыезде.
В июне 2005 года в очередной передаче «Честный детектив», посвященной неудавшейся попытке ареста акций ГОКа, в качестве заказчика преступления был назван Дмитрий Клюев. Дмитрий явился к следователю и подробно описал события декабря  2004 года, в том числе заявил, что заказчиком был Олег Киселев.
10 августа 2005 года в кабинете Олега Киселева был произведён обыск, в результате которого были обнаружены «акт описи и ареста акций Михайловского ГОКа, выписки из реестра акций предприятия, распечатанный на листе бумаги план по аресту акций комбината и несколько паспортов», чьё появление приехавший спустя полчаса после начала обыска Киселёв не смог объяснить. До приезда Киселёва, по словам его адвокатов, во время обыска в кабинете не было представителей «Ренессанс Капитала», так что совсем не факт, что эти документы были там до прихода следственной бригады.
Следствие по делу вел старший следователь главного следственного управления (ГСУ) ГУВД Москвы Антон Голышев. По словам Дмитрия Клюева, Голышев после первой же беседы уверился в невиновности Клюева и познакомил Дмитрия со своим коллегой Павлом Карповым. Журналисты «Новой газеты» и Уильям Браудер считают, что именно Карпов возглавлял следствие.
Вскоре Олег Киселев, который все еще оставался в статусе свидетеля, уехал в Великобританию.
Изначально следствие инкриминировало всем обвиняемым покушение на хищение путём мошенничества 97% акций Михайловского ГОКа, однако затем обвинение было переквалифицировано на менее тяжкую 165-ю статью УК, предусматривающую лишение свободы до трех лет. Возможно это было как-то связано с тем, что 5 апреля 2006 Дмитрий Клюев, Антон Голышев и Павел Карпов улетели на остров Кипр одним и тем же рейсом. По словам Клюева, он летел   на Кипр по делам своих клиентов и то, что он оказался в одном самолёте с Голышевым и Карповым всего лишь совпадение, кроме того, по словам Клюева, дело было передано в суд в феврале 2006 года и в апреле у следователей не было никакой возможности на него влиять. Это противоречит словам адвоката Киселёва Александра Асниса, который в интервью Коммерсанту однажды сказал, что в марте 2006 года в здании российского посольства в Великобритании следователь Антон Голышев допросил Киселева в присутствии самого Асниса.

## Судебные решения
В июле 2006 года Пресненский райсуд Москвы вынес приговор. Из оглашённого судьёй Татьяной Васюченко приговора следовало, что пятеро подсудимых (Жлобицкий, Печкин, Воронков, Стеганова и Клюев) совместно с «лицом, уголовное дело в отношении которого выделено в отдельное производство» совершили «причинение имущественного ущерба путём обмана или злоупотребления доверием в крупном размере» (ст. 165, ч. 2 УК РФ).
Дмитрий Клюев получил три года условно с испытательным сроком два года, Алевтина Стеганова — два года условно с испытательным сроком один год. К самому строгому наказанию — одному году и восьми месяцам колонии-поселения — был осужден Алексей Печкин (он, согласно приговору, подавал в арбитражный суд поддельные документы по чужому паспорту). Олег Воронков будет находиться в колонии-поселении на месяц меньше (оба они были признаны виновными не только в причинении имущественного ущерба, но и в подделке документов). К полутора годам колонии-поселения был осуждён Жлобицкий (год и четыре месяца из них он уже отсидел в СИЗО).

## Вопрос о причастности Ренессанса и Олега Киселёва
Представители «Ренессанс Капитала» всегда, как в общении с журналистами, так и со следствием, утверждали, что компания не имеет отношения к махинациям с акциями Михайловского ГОКа.
Стивен Дженнингс, основной акционер «Ренессанс Капитала» и председатель совета его директоров на допросе у следователя рассказывал

Примерно в конце января 2005 года ко мне в кабинет пришел заместитель директора [по экономической безопасности] Юрий Сагайдак, который сообщил, что имеются подозрения насчет того, что Киселев имеет отношение к каким-то незаконным действиям в отношении акций Михайловского ГОКа, и, по имеющимся слухам, к этому конфликту имеет какое-то отношение «ЕвразХолдинг»— Цитируется по публикации в российском издании «Forbes»
По словам Дженнингса, после разговора с начальником службы безопасности он вызвал к себе Киселева и потребовал объяснений, в ответ на что Киселев заверил, что к афере не причастен.
Стивен Дженнингс отказался комментировать эту историю для Forbes, отметив, что сам «Ренессанс» никогда не являлся объектом расследования.
По данным следствия именно Юрий Сагайдак, уже давно поддерживавший дружеские отношения с Дмитрием Клюевым, впервые представил Клюева Киселеву как «большого специалиста по корпоративному праву», и именно от Клюева Сагайдак, по его словам, впервые узнал об аресте акций Михайловского ГОКа.
11 и 18 апреля 2007 года заместитель прокурора Москвы Владимир Поневежский вынес постановления об отмене необоснованного привлечения Олега Киселева в качестве обвиняемого, отмене розыска и постановление о возобновлении производства по уголовному делу. В мае 2007 года Генпрокуратура РФ изъяла это дело из производства ГСУ ГУВД Москвы и передала для дальнейшего следствия в прокуратуру Западного округа столицы, которой еще совсем недавно руководил тот самый Владимир Поневежский. 30 июля 2007 года следователь по особо важным делам данной прокуратуры Роман Хлопушин (сын бывшего начальника отдела Генпрокуратуры по надзору за расследованием особо важных дел, впоследствии вологодского облпрокурора Сергея Хлопушина) издал постановление о прекращении дела против Олега Киселева за отсутствием в его действиях состава преступления.
Олег Киселёв вернулся в Россию осенью 2007 года.
Срок давности по 165-й статье УК РФ составляет пять лет с момента совершения преступления.

## Мнение Дмитрия Клюева
В 2012 году относительно этого дела Дмитрий Клюев в интервью сказал:

Уже потом я узнал, что достаточных оснований для ареста акций не было, а мои сотрудники в угоду мне и в расчете на бонусы использовали для получения решения об аресте поддельные документы. К сожалению, для получения решения об аресте Универсальный банк сбережений выдал две банковские гарантии – и я оказался втянут в эту историю. Тогда я совершенно не понимал, чего мне это будет стоить.— Цитируется по публикации в газете «Ведомости»